# Štefan Rebro
Štefan Rebro (* 3. dubna 1941) je bývalý slovenský fotbalista, hrál v záloze i útoku. Po skončení aktivní kariéry působil jako trenér.

## Fotbalová kariéra
Do Spartaku Považská Bystrica přišel v roce 1958 z Dubnice jako dorostenecký reprezentant. Na vojně hrál za Duklu Brezno a Duklu Komárno. V československé lize hrál za Jednotu Trenčín. Dal 1 ligový gól. V roce 1966 se vrátil do Považské Bystrice. V roce 1968 se vážně zranil a musel s fotbalem skončit.

## Ligová bilance
| Ročník                                   | Zápasy | Góly | Minuty | Klub            |
| ---------------------------------------- | ------ | ---- | ------ | --------------- |
| 1. československá fotbalová liga 1963/64 | 2      | 1    | 114    | Jednota Trenčín |
| 1. československá fotbalová liga 1964/65 | 7      | 0    | 462    | Jednota Trenčín |
| 1. československá fotbalová liga 1965/66 | 2      | 0    | 180    | Jednota Trenčín |
| CELKEM                                   | 11     | 1    | 756    |                 |